# Хёгюста, Йёран
Йёран Хёгюста (швед. Göran Högosta; род. 1954) — шведский хоккейный вратарь.

## Биография и карьера
Родился 15 апреля 1954 года в городе Эппельбо.
Профессиональную хоккейную карьеру начал в 1971 выступлениями за клуб «Тунабро». С 1974 по 1977 год защищал цвета команды «Лександ».
С 1977 по 1980 год Йёран Хёгюста выступал в Северной Америке, где играл за клубы Национальной хоккейной лиги «Fort Worth Texans», «Нью-Йорк Айлендерс» (1977/78, 1 игра) и «Квебек Нордикс» (1979-80, 21 игра), став первым вратарём из Европы, выступавшим в НХЛ.

В чемпионатах НХЛ 22 игры, 5 побед, 1 игра на „0“.

Летом 1980 года вернулся на родину и выступал за клубы: «Фрёлунда», «Falu» и снова за «Лександ», в котором завершил свою карьеру в 1987 году.
Выступал за хоккейную сборную Швеции. Участник ЧМЕ 1975-1978 (24 матча). Розыгрыша Кубка Канады 1976 (1 матч). На чемпионате мира 1977 года был признан лучшим вратарём.
Оставив хоккей, Хёгюста работал менеджером по продажам в компании Herdins в Фалуне до выхода на пенсию в 2016 году.

## Достижения
- Серебряный призер чемпионата Европы 1976
- Серебряный призер чемпионата мира Европы 1977
- Бронзовый призер чемпионата мира и Европы 1975
- Бронзовый призер чемпионата мира 1976
- Бронзовый призер чемпионата Европы 1978